# Burgstall Boden
Der Burgstall Boden ist eine abgegangene Höhenburg auf 425 m ü. NHN bei Boden, einem Ortsteil der Gemeinde Creußen im Landkreis Bayreuth in Bayern.
Die Burganlage wurde 1499 im Besitz der Herren von Hirschaid erwähnt und galt 1692 als verödet.